# ژاک هنیزدوفسکی
ژاک هنیزدوفسکی (اوکراینی: Яків Гніздовський؛ ۲۷ ژانویهٔ ۱۹۱۵ – ۸ نوامبر ۱۹۸۵) نقاش، و مجسمه‌ساز اهل اوکراین (اتریش-مجارستان) بود.